# Rivaler
Rivaler er en dansk stum dramafilm fra 1910 produceret af Nordisk Filmskompagni. Filmens instruktør er ukendt.
Filmen havde dansk biografpremiere den 18. februar 1910 i Royal-Biografen.

## Handling
Denne artikel mangler et handlingsreferat. Hjælp os med at skrive det.

## Medvirkende
- Axel Boesen
- Aage Brandt
- Lauritz Olsen
- Edith Buemann
- Gudrun Kjerulf
- Franz Skondrup
- Maggi Zinn
- Edmund Østerby